# Полунята (Кировская область)
 Полунята  — деревня в Афанасьевском районе Кировской области в составе Ичетовкинского сельского поселения.

## География
Расположена на расстоянии менее 1 км на юго-запад от райцентра поселка  Афанасьево на левом берегу реки Кама.

## История
Известна с 1891 года как починок Устиновский с 1 двором, в 1905 году дворов 8 и жителей 61, в 1926 здесь хозяйств 5 и жителей 37. Современное название утвердилось с 1998 года.  

## Население
Постоянное население составляло 33 человека (русские 100%) в 2002 году, 35 в 2010.